# Клевкі (Мазовецьке воєводство)
Клевкі (пол. Klewki) — село в Польщі, у гміні Пшасниш Пшасниського повіту Мазовецького воєводства.
Населення — 153 особи (2011).
У 1975-1998 роках село належало до Остроленцького воєводства.

## Демографія
Демографічна структура станом на 31 березня 2011 року:
|          | Загалом | Допрацездатний вік | Працездатний вік | Постпрацездатний вік |
| -------- | ------- | ------------------ | ---------------- | -------------------- |
| Чоловіки | 81      | 11                 | 58               | 12                   |
| Жінки    | 72      | 15                 | 39               | 18                   |
| Разом    | 153     | 26                 | 97               | 30                   |